# Kostel Nanebevzetí Panny Marie (Sušice)
Kostel Nanebevzetí Panny Marie (označovaný jako hřbitovní kostel Panny Marie) stojí na předměstí města Sušice místně zvaném Nuželice. Kostel je částí původně snad plánovaného většího, nikdy nedostavěného gotického chrámu z první poloviny 14. století. Současná stavba stojí na místě dřívějšího kostela zmiňovaného roku 1233. V současnosti slouží zejména pro vypravování katolických pohřbů.

## Stavební vývoj

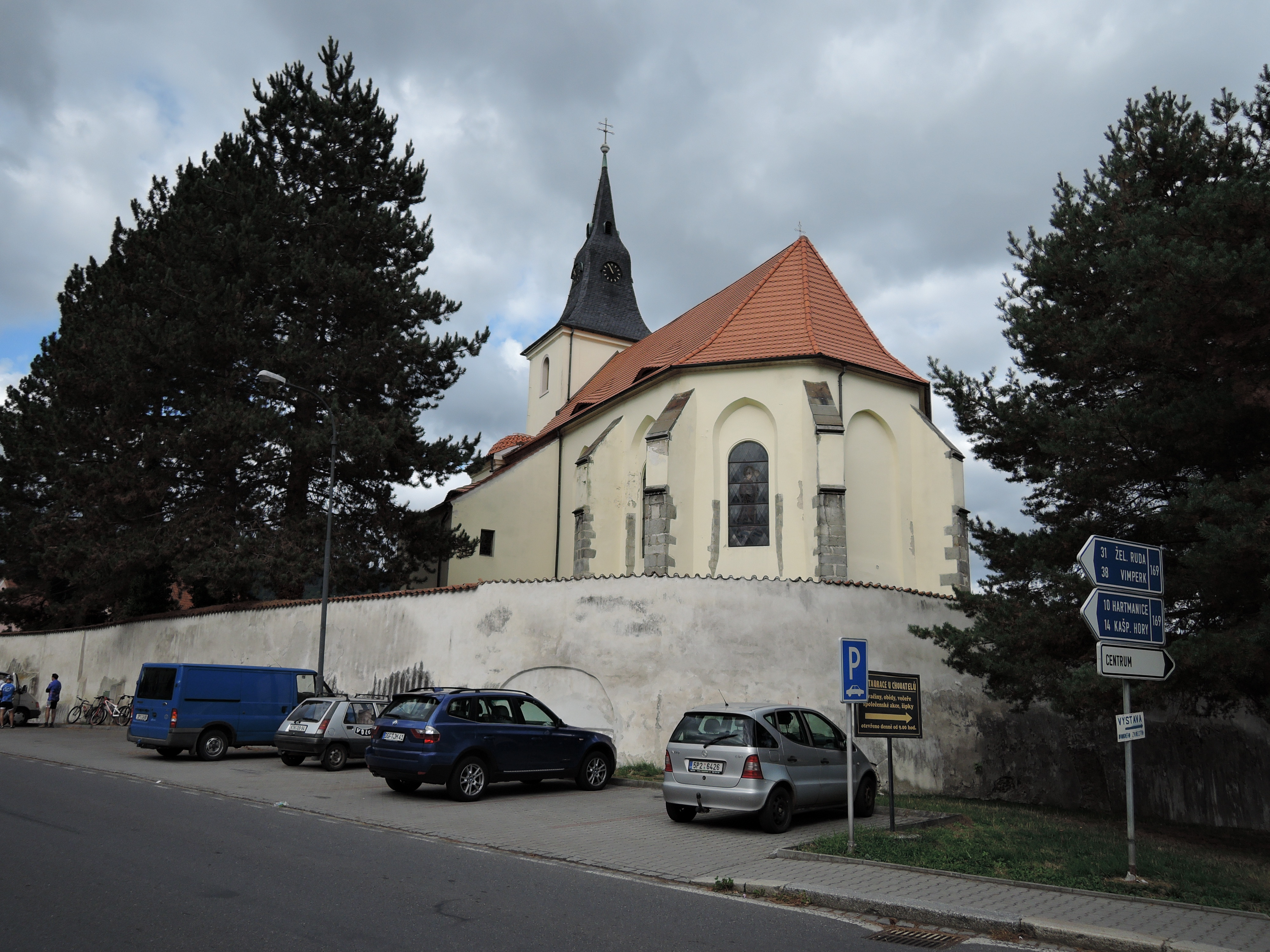
Pohled na kostel zezadu

### Kabátovská kaple
V polovině 15. století byla na jižní straně kostela přistavěna Kabátovská kaple s pozoruhodnou hvězdicovou klenbou, zasvěcená Panně Marii Bolestné. Roku 1592 zasáhl chrám požár. Při obnově kostela vznikla současná podoba chrámu, byla postavena věž i chrámová klenba. Název Kabátovské fundace vychází od svého založení v 17. století Adamem Kabátem (†1685), vikářem u svatého Víta v Praze. Od roku 1736 zde byla hrobka Kabátů a později Hutaryů. V roce 1948 Místní národní výbor Sušice určil kapli pro pohřby nekatolíků. Roku 2015 proběhl aerologický průzkum, který díky mikrokameře odhalil velké množství kostí, které pocházejí ze starší kostnice nebo z narušených hrobů.

### Gerlovská kaple

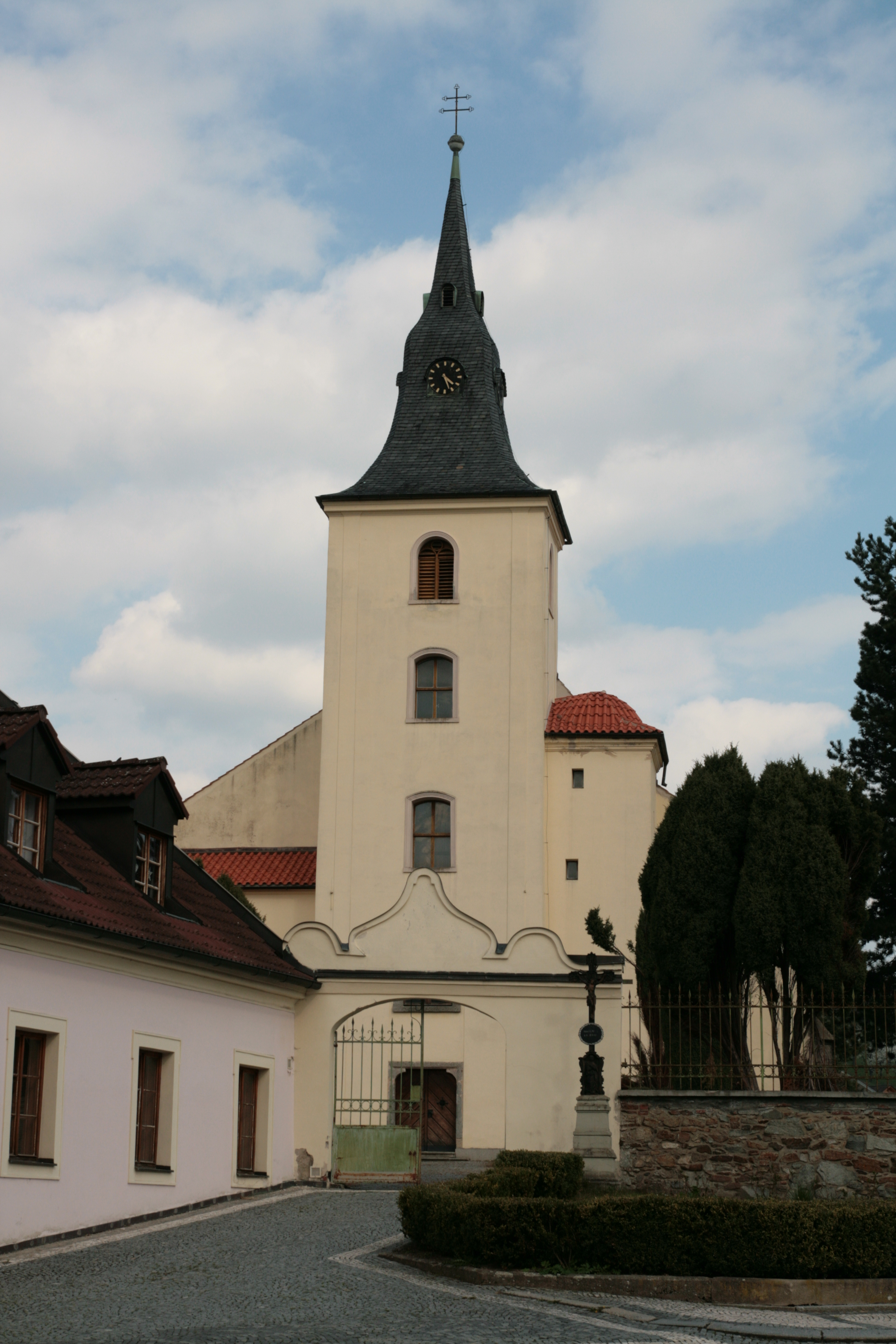
Pohled na kostel

V roce 1691 byla na severu přistavěna Gerlovská kaple, která je zasvěcena svatým Šebestiánovi a Floriánovi. Kapli nechal postavit měšťan Sebastian Gerl jako pohřební kapli pro sebe, manželku Rozínu a tři dcery, Apolenu, Annu a Kateřinu.

### Další vývoj
Věž a západní průčelí kostela bylo v roce 1910 Mirwaldovou úpravou doplněno o pseudorománské prvky, které byly v letech 1955–1956 odstraněny. V roce 2000 byl opraven interiér a exteriér, v letech 2007–2008 proběhly dílčí opravy.

### Věžní hodiny
Čtyřstranné věžní hodiny s plechovými ciferníky na mechanický pohon zhotovil při rekonstrukci chámu Karel Adamec nákladem 600 korun. Hodiny byly vybaveny litinovým cimbálem a jedním menším, který byl později sňat. V lednu 2010 byl usazen elektrický stroj a byl dodán elektrický cimbál.

### Zvony
Po první světové válce byl kostel zcela bez zvonů, roku 1929 byly ulity nové, které byly opět zrekvírovány, až v roce 1958 byl přivezen bezejmenný zvon z kostela svatého Linharta v Dolní Vltavici, který byl spolu s obcí zatopen při stavbě Lipenské nádrže.